# Sellőkagyló
A sellőkagyló (Arctica islandica) egy ehető kagylófaj, amely az Atlanti-óceánban honos. Az egyik leghosszabb életű állat a Földön. 2007-ben Izland közelében fedeztek fel egy egyedet, amelynek korát 405-410 évre becsülték, de 200 évesnél idősebb egyedeit megtalálták már az Ír-tengerben illetve az Északi-tengerben is.